# Philipp von Gemmingen (1702–1785)
Philipp von Gemmingen (* 22. Juli 1702 in Durlach; † 20. Februar 1785) war Direktor des Ritterkantons Kraichgau und Ritterhauptmann des Ritterkantons Odenwald.

## Leben
Er war der jüngste Sohn des baden-durlachschen Kammerjunkers und Oberstallmeisters Friedrich Christoph von Gemmingen (1670–1702) und der Benedikta Helena von Gemmingen (1674–1746). Beim Tod des Vaters in der Schlacht bei Friedlingen war Philipp erst drei Monate alt. 1716 trat er in die Fürstenschule in Halle ein und dort 1720 an die Universität über, wo Thomasius, Wolff, Böhmer und Heineccius seine Lehrer waren. Nach der Rückkehr nach Burg Guttenberg trat er 1725 als Adjutant bei Generalfeldzeugmeister Friedrich Heinrich von Seckendorff ein. 1726 unternahm er eine Reise nach Italien und kehrte danach auf Guttenberg zurück. Nach einer weiteren ausgedehnten Reise durch Holland, Brabant, Flandern und Frankreich war er 1733 Begleiter des Prinzen von Hohenlohe-Weikersheim auf seinen Reisen durch diese Länder und England. 1738 war er einer der 16 Vasallen, die den Sarg des verstorbenen Markgrafen Karl III. Wilhelm von Baden-Durlach in die Gruft trugen. 1744 beauftragte ihn der Ritterkanton Kraichgau auf dem Konvent in Eppingen als Ritterrat zur Wahrung der Interessen des Kantons gegenüber den Truppen des aus Bayern aufziehenden Karl Alexander von Lothringen. 1757 wurde er Direktor des Ritterkantons Kraichgau. Er legte das Direktorium nieder, als er 1777 Ritterhauptmann des Ritterkantons Odenwald wurde, dem er aufgrund seines Besitzes in Niedersteinach auch angehörte.
Er heiratete 1731 Elisabetha Margaretha von Racknitz, die Besitzanteile am Oberen Schloss in Talheim mit in die Ehe brachte, während er selbst Erbe der Burg Guttenberg und gemeinsam mit seinen Brüdern Friedrich Casimir (1694–1744) und Reinhard (1698–1773) Besitzer eines Drittels von Bonfeld war. Die Brüder haben 1736 von dem verschuldeten Franz Reinhard von Gemmingen einen weiteren Teil an Bonfeld erworben und besaßen danach gemeinsam die Hälfte des Ortes. Gemeinsam mit seinem Bruder Reinhard ließ Philipp 1767 die Evangelische Kirche in Wollenberg neu erbauen. Außerdem hat Philipp von Dietrich von Gemmingen-Fürfeld dessen Hälfte an Gutenberg und Neckarmühlbach um 40.000 Gulden erworben, später auch die Fürfelder Hälfte von Hüffenhardt und ein Viertel von Kälbertshausen.
Nach Reinhards Tod 1773 kam es 1776 zu einer neuerlichen Erbteilung innerhalb des Asts Bonfeld-Guttenberg, die im Wesentlichen von Philipp vorbereitet und durchgeführt wurde. Er selbst erhielt dabei Guttenberg mit Neckarmühlbach, Hüffenhardt, Wollenberg, Kälbertshausen und ein Sechzehntel von Siegelsbach sowie den Dammhof. Sein Neffe Karl Friedrich Reinhard (1739–1822) erhielt das neu erbaute Obere Schloss und die Meierei in Bonfeld, der weitere Neffe Ludwig Eberhard (1750–1841) das ruinöse untere Schloss. Für seinen geringen Erbteil wurde Ludwig Eberhard von den anderen Erben mit 6000 Gulden entschädigt, er ließ wenige Jahre später das Unterschloss Bonfeld errichten.
Als Philipp 1782 sein Testament verfasste, verfügte er über ein Allodialvermögen von rund 200.000 Gulden.
Er ist bei der Burgkapelle von Burg Guttenberg begraben, wo sich sein Grabstein erhalten hat.

## Familie

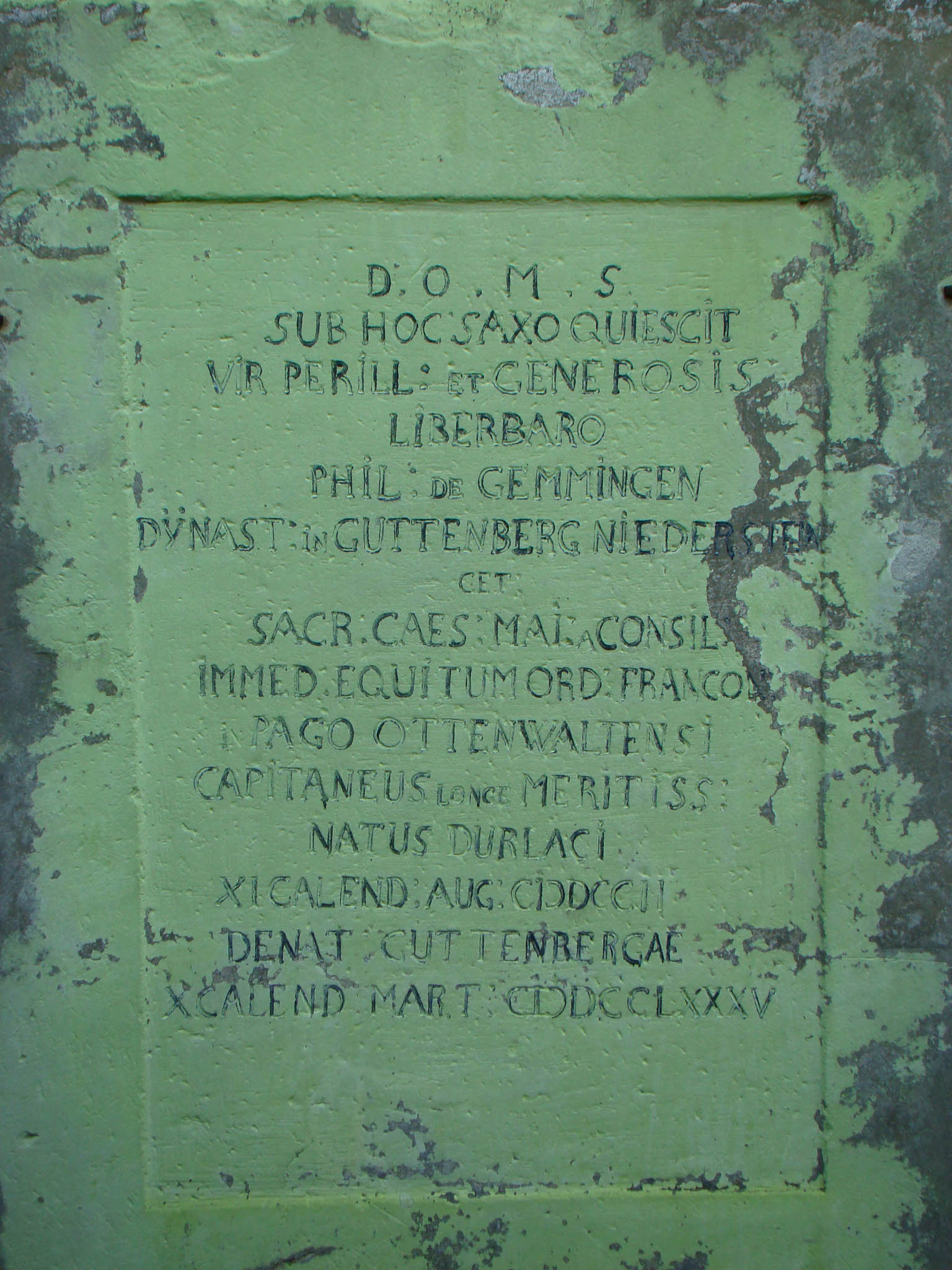
Grabmal des Philipp von Gemmingen (1702–1785) auf Guttenberg

Er war ab 1731 verheiratet mit Elisabeth Margaretha von Racknitz (1714–1783). Er begründete den 3. Zweig (Guttenberg) innerhalb des 2. Astes (Bonfeld) der II. Linie (Gemmingen, Guttenberg) der Freiherren von Gemmingen. Da seine Nachkommen ohne männliche Erben starben, kam die Erbmasse wenig später an den Zweig Bonfeld Unterschloss, d. h. an Ludwig Eberhard von Gemmingen-Guttenberg (1750–1841) und seine Erben.
Nachkommen:
- Maria Elisabetha (*/† 1733)
- Friederika Dorothea (1735–1800), Stiftsdame in Oberstenfeld
- Christoph Dietrich (1736–1800) ⚭ Maria Lucretia von Massenbach
- Philipp (1738–1800) ⚭ Friederike Christiane Florentine Voit von Salzburg
- Eberhard Ludwig (1740–1741)
- Maria Sophia (1741–1742)
- Juliana Elisabetha (1742–1803)
- Friedrich Ludwig (1744–1766), starb jung bei einem Reitunfall
- Karl Reinhard (1747–1836) ⚭ (1796–1799), Gräfin Caroline Sabine von Platen-Hallermund
- Eberhard (1748–1751)